# Sándor Rónai (homme politique, 1892)
Sándor Rónai (né Sándor Ritu le 6 octobre 1892 à Miskolc et mort le 28 septembre 1965 à Budapest) est un homme politique, président du Conseil présidentiel de la république populaire hongroise entre 1950 et 1952, puis président de l'Assemblée nationale de 1952 à 1963.

## Biographie

### Premières années

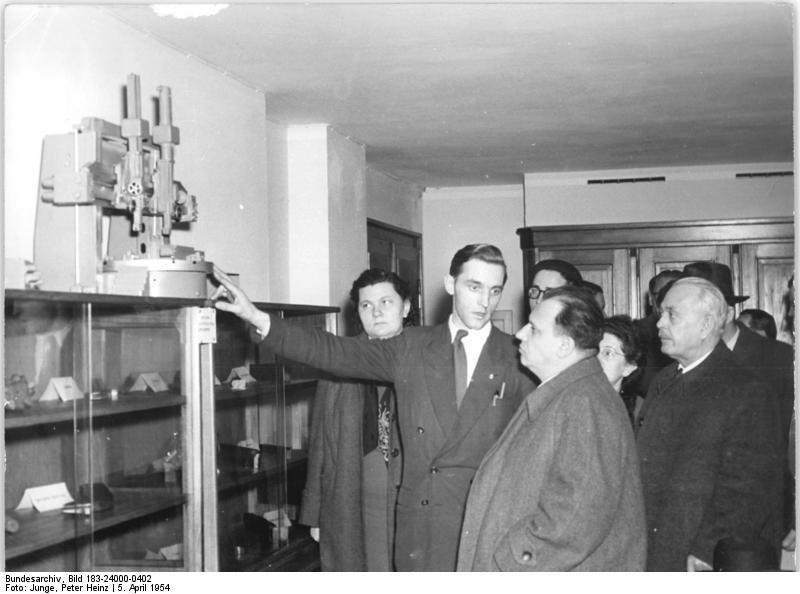
Sándor Rónai (à droite) et Mihály Farkas (au centre) visitant une usine pendant la pause du 4^{e} congrès du Parti socialiste unifié allemand, le 5 avril 1954.

Fils de Sándor Ritu et de Zsuzsanna Szekeres, Sándor Ritu (fils) rejoint le mouvement syndical en tant qu'ouvrier du bâtiment et devient éventuellement membre du Parti social-démocrate (MSzDP). Pendant la République soviétique, il est membre du Conseil ouvrier de Miskolc. À partir de 1917, il utilise Sándor Rónai comme nom permettant de l'identifier. À partir de 1922, il est secrétaire du parti à Miskolc, puis l'un des dirigeants locaux du MÉMOSZ.
En avril 1941, il est affecté à un escadron pénal et déporté. Après la Seconde Guerre mondiale, il devient ministre du Commerce et des Coopératives, puis du Commerce extérieur. Il s'active particulièrement pour l'expulsion de la droite du MSzDP et pour la fusion avec le Parti communiste (MKP).
En 1948, il reçoit la médaille Kossuth (première classe).

### Chef de l'État et président de l'Assemblée nationale
En guise de récompense, Rónai est nommé président du Conseil présidentiel de la république populaire de Hongrie du 8 mai 1950, après l'arrestation d'Árpád Szakasits, et ce, jusqu'au 14 août 1952, date où il est remplacé par István Dobi. Il sera ensuite président de l'Assemblée nationale à partir d'août 1952, fonction qu'il occupera jusqu'en mars 1963. Entre 1948 et 1956, il est membre du comité exécutif central du Parti hongrois des travailleurs (MDP) et, après la révolution de 1956, il est membre du Gouvernement révolutionnaire des ouvriers et des paysans. Lors de la révolution de 1956, il soutiendra la position pro-soviétique de János Kádár, qui le nommera ministre du Commerce extérieur le 4 novembre 1956 après la répression du soulèvement populaire avec l'aide des troupes soviétiques. Il occupera cette fonction jusqu'au 28 février 1957. En avril 1960, ses responsabilités sont élargies et il est nommé président de la Société d'amitié hongro-soviétique.

### Dernières années
Jusqu'à la fin de sa vie, Sándor Rónai est membre du comité central et du comité politique du Parti socialiste ouvrier hongrois (MSzMP).
Sa tombe se trouve au Panthéon du mouvement ouvrier du cimetière de Kerepesi.